# پلریکسافور
پلریکسافور (انگلیسی: Plerixafor) با نام تجاری موزوبیل یک محرک ایمنی است که جهت تحریک و به‌جریان‌انداختنِ سلول‌های بنیادی خونساز در جریان خون، در بیماران مبتلا به سرطان به‌کار می‌رود. سپس سلول‌های بنیادی را از خون جدا کرده و مجدداً به خودِ بیمار پیوند می‌زنند.
سازمان غذا و داروی آمریکا این دارو را در ۱۵ دسامبر ۲۰۰۸ تأیید کرد. در اروپا پلریکسافور در ۲۹ مه ۲۰۰۹ مورد پذیرش واقع شد و وزارت بهداشت کانادا آن را در ۸ دسامبر ۲۰۱۱ تأیید کرد.

## مصارف پزشکی
به‌حرکت درآوردنِ سلول‌های بنیادی خونساز که یکی از مراحل مهم پیوند مغز استخوان است، معمولاً از طریقِ تجویز فاکتور محرک کلونی گرانولوسیت (G-CSF) انجام می‌شود. اما این روش در ۱۵ تا ۲۰٪ بیماران پاسخگو نیست. ترکیب فاکتور محرک کلونی گرانولوسیت با داروی پلریکسافور، تعداد افرادی را که با درمان پاسخ می‌دهند، افزایش داده و تعداد کافی از سلول‌های بنیادی خونساز را جهت پیوند، ایجاد می‌کند. این دارو جهت استفاده در بیماران لنفوم و مولتیپل میلوما تأیید شده‌است.

## موارد منع مصرف
مطالعات جانوری نشان داده‌است که این دارو تراتوژن است و به‌همین سبب مصرف آن در دوران بارداری ممنوع است؛ مگر در برخی بیمارانی که در شرایط بحرانی قرار دارند. تمام خانم‌هایی که در سنین باروری قرار دارند، باید پیش از مصرف پلریکسافور از یکی از روش‌های پیشگیری از بارداری استفاده کنند. معلوم نیست که این دارو به درون شیر مادر ترشح می‌شود یا خیر. شیردهی در حین مصرف این دارو می‌بایست متوقف شود.

## عوارض جانبی
تهوع، اسهال و واکنش‌های موضعی در ۱۰٪ از دریافت‌کنندگان مشاهده می‌شود. مشکلات هاضمه، گیجی، سردرد و دردهای عضلانی هم نسبتاً شایع است. احتمال بروز حساسیت کمتر از ۱٪ است. بیشتر عوارض جانبی در کارآزمایی‌های بالینی خفیف و گذرا بوده‌اند.
یک عارضهٔ خطرناک این دارو، احتمال تحرک سلول‌های سرطانی و جابجایی آنها به نقاط دیگر است که در بیماران مبتلا به سرطان خون مشاهده شده‌است.
یک عارضهٔ بالقوه دیگر پلریکسافور، احتمال پارگی خودبخودی طحال است. نگرانی‌ها از این عارضه، از آنجا ناشی می‌شود که اولاً در مدل‌های حیوانی این دارو سبب بزرگ‌طحالی می‌شود و ثانیاً فاکتور محرک کلونی گرانولوسیت در موارد نادر می‌تواند منجر به پارگی طحال شود.

## تداخلات دارویی
این دارو اثری بر سیستم آنزیمی سیتوکروم‌ها در کبد ندارد. در نتیجه احتمال بروز تداخلات دارویی با آن، ضعیف است.

## فارماکولوژی

### مکانیسم اثر
پلریکسافور آنتاگونیست (و شاید به عبارتِ دقیق‌تر آگونیست نسبی) CXCR4 و آگونیست آلوستریک ACKR3 است.

### فارماکوکینتیک
به‌دنبالِ تزریق زیرجلدی، پلریکسافور به‌سرعت جذب و ظرف ۳۰ تا ۶۰ دقیقه به اوجِ غلظت پلاسمایی خود می‌رسد. ۵۸٪ این دارو متصل به پروتئین‌های پلاسماست و باقی آن در فضای خارج‌عروقی است. دارو تداخلی با آنزیم‌های سیتوکروم پی ۴۵۰ و پروتئین پی‌جی‌پی ندارد و چندان متابولیزه نمی‌شود. نیمه‌عمر پلاسمایی در حدود ۳ تا ۵ ساعت است. دفع پلریکسافور کلیوی است و ۷۰٪ آن ظرف ۲۴ ساعت اولِ مصرف، به‌درون ادرار ترشح می‌شود.

## پژوهش‌ها

### خواص ضد سرطان
در برخی مطالعات انجام‌شده بر روی موش‌ها، پلریکسافور خطر متاستاز را کاهش داده‌است. همچنین معلوم گشته که این دارو، عود گلیوبلاستومای موش‌ها را به‌دنبال رادیوتراپی کاهش می‌دهد.

### استفاده در پژوهش‌های مرتبط با سلول بنیادی
پژوهش‌گران کالج سلطنتی ثابت کرده‌اند که پلریکسافور در ترکیب با فاکتور رشد اندوتلیال عروقی (VEGF)، موجب تولید «سلول‌های بنیادی مزانشیمال» و «سلول‌های پروژنیتور عروقی» در موش‌ها می‌شود.

### علوم اعصاب
مسدود ساختن ارسال پیام از CXCR4 به‌طور غیرمنتظره‌ای در درمان پُردَردی ناشی از مصرف بیش‌ازحدِ مشتقات تریاک (مثلاً درمانِ طولانی مدت با مرفین) مؤثر بوده‌است. البته پژوهش‌های انجام یافته در این زمینه، تنها بر روی مدل‌های حیوانی بوده‌است.

## تولید در ایران
پلریکسافور در ایران با نام تجاری نئوفور توسط شرکت داروسازی نانو فناوران دارویی الوند (نانوالوند) تولید و وارد بازار دارویی شده است.